# Glycosyleringseindproduct
Glycosyleringseindproducten of advanced glycation end products (AGE's), letterlijk vertaald 'voortgeschreden-versuikeringseindproducten', is een verzamelnaam voor eiwitten die onherstelbaar beschadigd zijn, doordat er suikergroepen (zoals glucose) aan verankerd zijn en het eiwit is gedegenereerd. AGE's ontstaan onder invloed van onder andere hoge bloedsuikerspiegels. De hoeveelheid AGE's in een lichaam zou een maat kunnen zijn voor de schade die een patiënt door zijn stofwisseling heeft opgelopen. Daarmee is het een maat voor het risico op cardiovasculaire aandoeningen als hartaanval of beroerte.

## Achtergrond
Eiwitten kunnen makkelijk en omkeerbaar binden aan suikergroepen. De eerste stap wordt Schiffse base genoemd. Deze kunnen verder omgezet wordt in amadoriproducten. Deze omzetting is nog reversibel. Geglyceerd hemoglobine (HbA1c) is een voorbeeld van een amadoriproduct, en een bekende maat voor het suikergehalte over de afgelopen 6 weken.
Amadoriproducten kunnen op termijn (door oxidering en uitdroging) niet-omkeerbaar degenereren. Er zijn vele eiwitten die lang in het lichaam aanwezig blijven en zo AGE's kunnen vormen: collageen, albumine, LDL, glucose-6-fosfaat, glyceraldehyde-3-fosfaat. Elk daarvan kan verschillende AGE's vormen. Slechts een klein deel van de mogelijke AGE's is bekend. Het is niet bekend of verschillende AGE's vergelijkbaar effect hebben.
De hoeveelheid aanwezige AGE's is sterk gerelateerd aan de gemiddelde glucosespiegel over de afgelopen tijd. AGE's worden verhoogd door
- verstoorde suikerspiegels (diabetes mellitus, vooral wanneer dit slecht gereguleerd is)
- toenemen van de leeftijd
- roken
- consumeren van voedingsmiddelen die rijk zijn aan AGE's (geblakerd vlees bijvoorbeeld).

AGE's zijn mogelijk een maat voor het risico dat iemand loopt, maar AGE's zouden ook zelf aan het risico kunnen bijdragen. Daarvoor zijn twee mechanismen mogelijk:
1. de functie van de eiwitten die tot AGE gedegenereerd is wordt verstoord
2. AGE's binden aan speciale receptoren, bijvoorbeeld RAGE (receptor voor AGE).

AGE's zijn voorgesteld als mogelijke oorzaak voor de ontwikkeling van microvasculaire complicaties bij hyperglycemische aandoeningen als diabetes mellitus. Door binding op een RAGE (receptor for advanced glycation endproducts) worden er reactieve metabolieten (reactive oxygen species, ROS) aangemaakt, die verder de aanmaak van AGE's bevorderen. Deze cyclus zet zichzelf voort en is bevorderlijk voor de aanmaak van chemokines en celadhesie van inflammatoire cellen die een ontstekingsreactie bevorderen. Deze inflammatoire cellen maken op hun beurt andere producten aan die een inflammatie kunnen mediëren, zoals een high mobility group box 1 (HMGB1)-eiwit en een S100 calciumbindend eiwit. Deze inflammatoire eiwitten veroorzaken ten slotte een verandering in status van circulerende macrofagen van een zogenaamde M2-status (bevorderlijk voor weefselherstel) naar een M1-status (bevorderlijk voor weefseldestructie). Door weefseldestructie kunnen complicaties als retinopathieën en neuropathieën optreden bij patiënten met diabetes mellitus.